# Barbara Olelkówna
Barbara (ur. ok. 1428, zm. między 25 lipca 1488 a 1492) – księżniczka kijowska, księżna warszawska.
Była córką księcia kijowskiego Aleksandra Włodzimierzowica, zwanego Olelkiem. Starsza literatura za Janem Długoszem uznawała ją za księżniczkę ruską nieznanego pochodzenia. Najprawdopodobniej między 1440 a 1444 została wydana za mąż za księcia mazowieckiego Bolesława IV. Po śmierci męża w 1454 i świekry Anny objęła regencję w imieniu małoletnich synów: Konrada, Kazimierza, Bolesława i Janusza. Została pochowana w kościele parafialnym św. Trójcy w Nowym Mieście koło Płońska. W 2014 roku proboszcz parafii św. Anny - ks. kan. Wojciech Brzozowski odsłonił tablicę nagrobną. Zwłoki księżnej Barbary spoczywają pod bocznym ołtarzem św. Anny.